# 正当行為
正当行為（せいとうこうい）は、違法性阻却事由の一種である。形式上は犯罪となるが法秩序全体の見地から許容される行為を意味し、法令による行為または正当業務行為として理解されている。

## 日本法における正当行為
刑法上の違法性阻却事由の1つとして理解される（刑法35条）。すなわち形式的には犯罪類型としての構成要件に該当する行為のうち、法令上認められている行為と、業務上正当と認められる行為（正当業務行為）をいう。
法令による行為の代表例としては、刑事訴訟法に基づく逮捕などがあり、法令に規定された行為は、いっけん犯罪の構成要件該当性を否定すると言う趣旨である。正当業務行為としては、医師の行う手術、スポーツに係る行為など、法令に規定は無いが、行為の本旨に違法性を欠くものであり、具体的には主として判例法により判断される。
安楽死、尊厳死、報道機関による取材、労働争議などは正当業務行為に当たるかどうか議論があり肯否それぞれの判例もある。

## 正当行為の例

### 法令による行為
- 消防吏員・消防団員が消火・救出活動の為に建造物や車両などを破壊する行為。
- 警察官等が令状に基づいて捜索・逮捕する目的で建造物や車両などを破壊し突入する行為。
- 警察官等が逮捕時、抵抗を抑止するために発砲する行為。
- 司法解剖。
- 刑務官が死刑を執行する行為。
- 我が国に対する武力攻撃が発生した場合に、自衛隊法（昭和二十九年法律第百六十五号）第七十六条第一項第一号の規定により防衛出動を命ぜられた自衛隊が同法第八十八条の規定に基づき我が国を防衛するために行う武力行使[3]。

### 正当業務行為
- 力士やボクサーやプロレスラーなどの格闘技選手が試合でルールの範囲内で相手を殴るなどして怪我をさせても傷害や暴行の罪に問われず、結果として死亡させたとしても傷害致死罪には問われない（リング禍）。実際にプラム麻里子が試合後に死亡する事故が起きている。
- 医師が薬剤を投与したり外科手術をおこなう行為。
- 理容師・美容師による調髪。
- 罪を犯した高校生が教会へ逃げ込んだ際、牧師が数日匿って落ち着かせ警察に任意出頭させた行為が牧会活動として正当業務行為にあたるとして犯人蔵匿・隠匿罪が阻却された裁判例がある[4]。